# جنایات آینده (فیلم ۲۰۲۲)
جنایات آینده (انگلیسی: Crimes of the Future) یک فیلم علمی-تخیلی وحشت جسمی محصول ۲۰۲۲ به نویسندگی و کارگردانی دیوید کراننبرگ و با بازی ویگو مورتنسن، لئا سیدو و کریستن استوارت است. این فیلم اگرچه عنوان مشترکی با فیلم کراننبرگ در سال ۱۹۷۰ به همین نام دارد، اما بازسازی آن نیست و داستان و مفهوم آن به هم مرتبط نیستند. این فیلم بازگشتی از کراننبرگ به ژانرهای علمی تخیلی و ترسناک برای نخستین بار از زمان اگزیستنز (۱۹۹۹) است.
جنایات آینده محصول مشترک بین‌المللی شرکت‌های کانادایی، فرانسوی، بریتانیایی و یونانی است. این فیلم برای اولین بار در جشنواره فیلم کن ۲۰۲۲ نمایش داده شد، که در آن‌جا در رقابت برای نخل طلا شرکت کرد و مورد تشویق ایستادهٔ شش دقیقه‌ای تماشاگران قرار گرفت. این فیلم در ۲۵ مه ۲۰۲۲ در فرانسه و در ۳ ژوئن در کانادا اکران شد و در همان روز انتشار محدودی در ایالات متحده داشت و به‌طور کلی نقدهای مثبتی از منتقدان دریافت کرد.

## داستان
در آینده‌ای نامشخص، اثرات فاجعه‌بار آلودگی و گرمایش جهانی باعث ایجاد پیشرفت‌های قابل توجهی در زیست‌فناوری شده‌است، از جمله اختراع ماشین‌ها و رایانه‌های آنالوگ که می‌توانند مستقیماً با عملکردهای بدن انسان ارتباط برقرار کرده و آن‌ها را کنترل کنند. در عین حال، خود بشر تعدادی از تغییرات بیولوژیکی با منشأ نامشخصی را تجربه کرده‌است. مهم‌ترینِ این تغییرات ناپدید شدن درد فیزیکی و بیماری‌های عفونی برای اکثریت مردم است که به آنها اجازه می‌دهد تا به طور ایمن به روی افراد هوشیار در محیط‌های معمولی عمل جراحی انجام دهند، اما سایر انسان‌ها تغییرات اساسی‌تر در فیزیولوژی خود را تجربه کرده‌اند. یکی از آنها، پسری هشت ساله به نام برکن، توانایی ذاتی را در مصرف و هضم پلاستیک به عنوان غذا نشان می‌دهد. مادر او که متقاعد شده که او یک «غیرانسان» است، او را با بالش خفه می‌کند و جسدش را برای شوهر سابقش لَنگ دوتریس (Lang Dotrice؛ اسکات اسپیدمن)، می‌گذارد.
ساول تنسر (Saul Tenser؛ ویگو مورتنسن) و کپریس (Caprice؛ لئا سیدو) یک زوج هنرمند اجرایی مشهور جهانی هستند. تنسر به «سندرم تسریع‌شدهٔ فرگشت» مبتلا است، اختلالی که بدن او را مجبور می‌کند دائماً بازمانده‌های ژنتیکی جدیدی را ایجاد کند که این دو با جراحی این بازمانده‌ها به صورت زنده در حضور تماشاگران آنها را از بین می‌برند. این سندرم تنسر را تحت درد مداوم و با ناراحتی شدید تنفسی و گوارشی قرار می‌دهد. او در نتیجه به تعدادی از دستگاه‌های بیومکانیکی تخصصی متکی است، از جمله یک تخت خاص، یک دستگاه که کپریس از طریق آن عمل جراحی را روی او انجام می‌دهد، و صندلی‌ای که به هنگام غذا خوردن به او کمک می‌کند تا تکان بخورد و بچرخد. تنسر و کپریس با بوروکرات‌های مسئول ثبت ملی اعضای بدن ملاقات می‌کنند، یک دفتر دولتی که برای حفظ محدودیت‌های ایالت در مورد تکامل انسان با فهرست‌نویسی و ذخیره اندام‌های تازه تکامل‌یافته طراحی شده‌است. تیملین (Timlin؛ کریستن استوارت)، یکی از بوروکرات‌های عصبی، اسیر اهداف هنری تنسر می‌شود و در یک نمایش موفق تنسر، به او می‌گوید که «جراحی، آمیزش جنسی جدید است»، احساسی که به نظر می‌رسد تنسر آن را پذیرفته باشد.
یک واحد پلیس دولتی به دنبال استفاده از تنسر برای نفوذ به گروهی از تکامل‌گرایان رادیکال است. تنسر بدون اینکه به کپریس بگوید، با مجموعه‌ای از تماس‌ها از طریق نمایش‌های هنرهای بیولوژیکی دیگر ملاقات می‌کند که او را به سلول تکامل‌گرا هدایت می‌کند. یکی از آنها، جراح زیبایی سابق ناساتیر، یک حفرهٔ زیپ‌دار را در معده تنسر ایجاد می‌کند که کپریس از آن برای دسترسی به اندام تنسر در آمیزش جنسی دهانی استفاده می‌کند. کپریس به شبکه‌سازی با دیگر هنرمندان ادامه می‌دهد و در نهایت جراحی زیبایی تزئینی روی پیشانی خود را انتخاب می‌کند.
تنسر با تیملین ملاقات می‌کند که دستور کار تکامل‌گرایان را برای او فاش می‌کند: آنها تصمیم گرفته‌اند سیستم گوارش خود را اصلاح کنند تا بتوانند پلاستیک‌ها و سایر مواد شیمیایی مصنوعی را بخورند و هضم کنند. غذای اصلی آنها یک تخت «شکلات» مخصوص بنفش فرآوری‌شده از زباله‌های سمی است که برای دیگران سمی و مرگبار است. لنگ، رهبر سلول است؛ پسرش برکن با توانایی خوردن پلاستیک به دنیا آمده بود که نادرستی موضع انتقادی دولت در مورد تکامل انسان را ثابت می‌کرد. تیملین سعی دارد با تنسر رابطهٔ جنسی برقرار کند، اما او می‌گوید که «سکس با سبک قدیمی» را درست انجام داده نمی‌تواند.
در نهایت لنگ به تنسر نزدیک می‌شود، او می‌خواهد تنسر و کپریس برنامه ضد دولتی سلول را از طریق کالبد شکافی عمومی برکن که سیستم گوارش تکامل‌یافته‌اش را برجسته می‌کند، آشکار کنند. تنسر پس از کمی مشورت موافقت می‌کند. تنسر با تماشای تیملین، لانگ و بسیاری دیگر، کالبد شکافی را انجام می‌دهد، اما مشخص می‌شود که سیستم اندام طبیعی او با جراحی جایگزین شده‌است. لانگ با اشک از نمایش فرار می‌کند. در خارج، دو نماینده با او تماس می‌گیرند که ظاهراً برای شرکتی که ماشین‌های پزشکی تنسر را تولید می‌کند، کار می‌کنند. آنها با تقلید از قتل قبلی خود از ناساتیر، لانگ را با استفاده از مته‌های برق به سر او ترور می‌کنند. ارتباط تنسر در واحد پلیس اعتراف می‌کند که تیملین اعضای برکن را جایگزین کرده‌است تا انحراف در تکامل انسان را از عموم مخفی نگه دارد. تنسر که از مرگ برکن و لنگ غمگین شده‌است، با اشاره به اعتقادات سلول در مورد تکامل، به پلیس اطلاع می‌دهد که دیگر به آنها خدمت نخواهد کرد.
تنسر برای خوردن روی صندلی تقلا می‌کند. او از کپریس می‌خواهد که یک «بار شکلات» پلاستیکی به او بدهد. در حالی که کپریس او را ضبط می‌کند، او آن را می‌خورد، به دوربین کپریس نگاه می‌کند و اشک می‌ریزد. در حالی که صندلی در نهایت ساکت می‌شود، دهانش به لبخند تبدیل می‌شود.

## بازیگران
- ویگو مورتنسن در نقش ساول تنسر، مردی که به عنوان بخشی از «سندرم تسریع‌شدهٔ فرگشت» اندام‌های جدیدی در بدنش رشد می‌کند.[۸]
- لئا سیدو در نقش کاپریس، شریک تنسر که می‌تواند اندام‌های او را در اتاق عمل شخصی‌اش مشاهده کرده و خالکوبی کند.[۸]
- کریستن استوارت در نقش تیملین، محققی از ثبت ملی اندام که علاقه خاصی به تنسر دارد.[۸]
- دان مک‌کلر در نقش ویپت، یک محقق با ثبت ملی اعضای بدن.[۸]
- اسکات اسپیدمن در نقش لانگ دوتریس
- ولکت بانگو در نقش کاراگاه کوپ
- لیهی کورنوفسکی در نقش جونا دوتریس
- یورگوس کارامیهوس در نقش برنت باس
- یورگوس پیرپاسوپولوس در نقش دکتر نصاطیر
- نادیا لیتز در نقش دنی روتر
- تانایا بیتی در نقش برست
- دنیس کاپزا در نقش اودیل
- سوزوس سوتیریس در نقش برکن دوتریس
- افی کانتزا در نقش آدرین برسو
- تاسوس کاراهالیوس در نقش کلینک
- جیسون بیتر در نقش تار
- پنه لوپه تسیلیکا در نقش زنی در اسپا

## تولید
این فیلم یک فیلم هیجان‌انگیز بود که قرار بود در اوایل سال ۲۰۰۳ تولید شود و تحت عنوان «Painkillers» به کاوش در دنیای پرفورمنس آرت می‌پرداخت و در جامعه‌ای بیهوش اتفاق می‌افتاد که در آن درد لذت ممنوعه جدید بوده و جراحی و خودزنی آمیزش جنسی جدید در نظر گرفته شده و در ملاء عام انجام می‌شود. ریف فاینز پس از کنار گذاشتن نیکلاس کیج، اولین گزینه برای نقش اصلی، برای بازی در نقش ساول تنسر بود. این فیلم قرار بود با بودجه ۳۵ میلیون دلاری در تورنتو کانادا فیلمبرداری شود. تینک‌فیلم با انتشار برنامه‌ریزی شده برای اواخر سال ۲۰۰۶ در آمریکای شمالی حقوق جهانی را به دست آورده بود. با این حال، این پروژه هرگز وارد تولید نشد. دیوید کراننبرگ در مصاحبه‌ای در اواسط دهه ۲۰۰۰ پروژه را کنار گذاشت و اظهار داشت که این اتفاق نمی‌افتد و به هر حال علاقه‌اش را به ساخت آن از دست داده‌است.
ویگو مورتنسن در فوریه ۲۰۲۱ در خلال گفتگو با مجله جی‌کیو فاش کرد که در حال کار بر روی پروژه‌ای با کراننبرگ است و گفت: «بله، ما چیزی در ذهن داریم. این همان چیزی است که او مدتها پیش نوشته بود و هرگز نتوانست آن را بسازد. اما این پروژه اکنون اصلاح شده و او می‌خواهد آن را فیلمبرداری کند. امیدوارم تابستان امسال فیلمبرداری کنیم. بدون فاش کردن داستان، فقط می‌توانم بگویم، او شاید کمی به اصل خود بازگردد.» لئا سیدو و کریستن استوارت از جمله بازیگرانی بودند که برای این فیلم در ماه آوریل معرفی شدند. در ابتدا قرار بود ناتالی پورتمن نقش سیدو را بازی کند (که ابتدا قرار بود نقش استوارت را بازی کند)، اما به دلیل درگیری‌های مربوط به کووید-۱۹ نتوانست در این فیلم حضور یابد. در اوت ۲۰۲۱، تانایا بیتی، یورگوس کارامیهوس، نادیا لیتز و یورگوس پیرپاسوپولوس به بازیگران فیلم پیوستند.
تصویربرداری اصلی در ۲ اوت ۲۰۲۱ آغاز شد و در ۱۰ سپتامبر ۲۰۲۱ در آتن، یونان به پایان رسید.

## بازخورد

### فروش گیشه
در ایالات متحده و کانادا، این فیلم در اکران آخر هفته ۱٫۱ میلیون دلار از ۷۷۳ سالن سینما به دست آورد و در گیشه دهم شد. این فیلم در دومین آخر هفته اکران خود با ۳۷۴۱۳۱ دلار از ده باکس آفیس برتر خارج شد.

### پاسخ انتقادی
در وبگاه جمع‌آوری نقد راتن تومیتوز، ٪۷۸ از ۲۱۵ بررسی منتقدان مثبت است و میانگینِ امتیاز آن ۶٫۶/۱۰ است. اجماع این وبگاه چنین می‌نویسد: «جنایت‌های آینده، اگر نگوییم کراننبرگ کلاسیک است، کارگردان را در حال بازبینی مضامین آشنا با ذوقی معمولاً پریشانی‌آور می‌بیند.» این فیلم در متاکریتیک که از میانگین وزنی استفاده می‌کند، بر اساس نظر ۴۹ منتقدین امتیاز ۶۵ از ۱۰۰ را کسب کرده که نشان‌گر «نقدهای عموماً مطلوب» است.